# Chiropodomys calamianensis
Chiropodomys calamianensis е вид гризач от семейство Мишкови (Muridae).

## Разпространение
Видът е разпространен във Филипини.

## Описание
На дължина достигат до 9,4 cm, а теглото им е около 28,9 g.